# Джоаджу (река)
Джоа́джу (рум. Geoagiu, Balșa, Ograda) — река в Румынии, правый приток Муреша, протекает по территории жудеца Хунедоара на западе центральной части страны.
Длина реки составляет 41 км, площадь водосборного бассейна — 326 км². Средний уклон — 2,1 м/км. Коэффициент извилистости — 1,42.
Джоаджу начинается на высоте 1040 м над уровнем моря в горах Металифери. Генеральным направлением течения реки является юго-восток. Устье Джоаджу находится напротив Джелмара, на высоте 197 м над уровнем моря в 444 км от истока Муреша.